# Bourguignon-morvandiau
Pour les articles homonymes, voir Bourguignon et Morvandiau.
Le bourguignon-morvandiau ou bourguignon-morvandeau (borguignon-morvandiau en bourguigno-morvandiau), parfois simplement bourguignon ou morvandiau, est une langue romane traditionnellement parlée dans une grande partie de la Bourgogne et notamment dans le Morvan. C'est une des langues régionales de France. Localement, pour désigner cette langue, on utilise le terme morvandiau dans la région du massif du Morvan et celui de bourguignon (borguignon) dans le reste de son aire de répartition.
Traditionnellement parlé en Bourgogne historique, il l'est aussi dans la partie morvandelle du Nivernais. Le bourguignon est donc parlé de la ligne d'Auxerre-Langres au nord à la ligne Chalon-Le Creusot-Autun au sud, et délimité à l'ouest par le Morvan et à l'Est par la Franche-Comté. En effet, il est bordé au sud par le Mâconnais et le Lyonnais francoprovençaux, à l'ouest par la Puisaye et le Nivernais berrichons, au nord par le Sénonais champenois et au nord-est par le Langrois également champenois.

## Classification et variétés

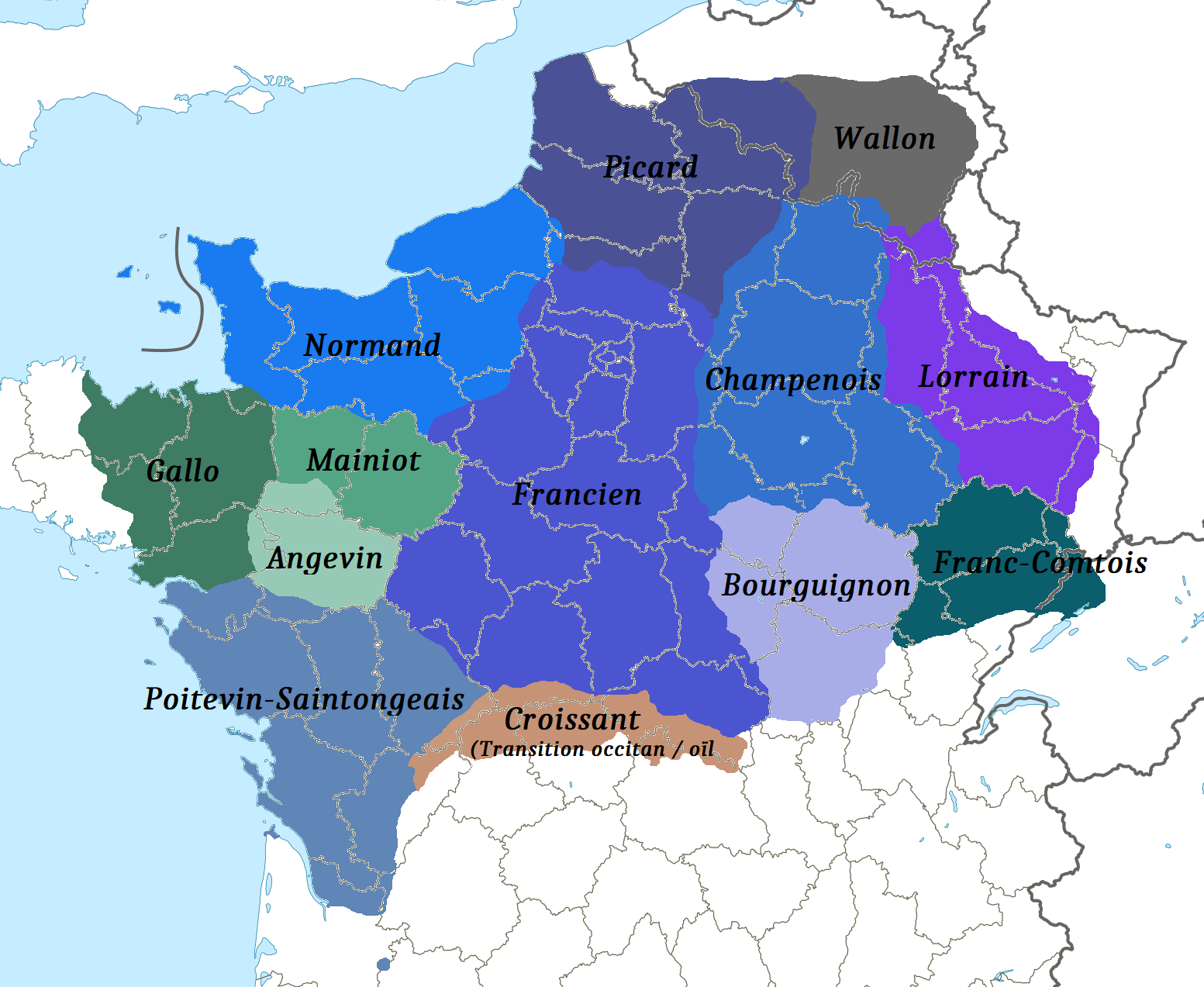
Aire de répartition du bourguignon au sein des autres langues d'oïl

Appartenant à la famille des langues gallo-romanes, le bourguignon-morvandiau fait partie de l'ensemble linguistique des langues d'oïl (comme le français) et, au sein de celles-ci, du groupe des parlers situés au sud de la ligne Joret. 
Le bourguignon est donc une langue à part entière de l'ensemble linguistique des langues d’oïl ; c'est une langue directement issue du latin vulgaire, au même titre que le français (dont l'ancêtre médiéval est la langue d'oïl appelée francien).
Il comprend plusieurs dialectes : l'auxois, le bressan, le dijonnais, le beaunois, le verduno-chalonnais, le valsaônois, le morvandiau, l'auxerrois, le langrois. Le parler du sud du Morvan est plus spécifique en ce qu'il a subi les influences du domaine francoprovençal au sud.

## Histoire
Le bourguignon est une langue romane du domaine d’oïl, tout comme le français, le normand ou le picard. Ces langues d’oïl descendent directement des formes localement parlé du latin vulgaire en Gaule romaine. Ce bas latin populaire a subi différentes influences selon les régions et les peuples qui les ont envahies. À l'époque médiévale, les langues d'oïl désignent l'ensemble connu sous le nom d'ancien français.
Les langues d’oïl se distinguent des autres langues romanes (comme l’occitan et le francoprovençal, plus au sud, mais aussi l’italien et ses variétés, l’espagnol, le catalan etc. etc.) par un accent particulier hérité du gaulois et de diverses influences, notamment celle de peuples germaniques tels les Francs. Ces invasions franques et germaniques ont apporté aux langues d’oïl beaucoup de vocabulaire. Dans le cas de la Bourgogne et du futur bourguignon, l’influence des parlers germaniques (les Burgondes par exemple) a été relativement importante (les langues d’oïl parlées à l’est et au nord de la France sont celles qui ont subi l'influence germanique la plus forte, mis-à-part le normand qui est à l’ouest mais a subi l’influence des Germains scandinaves).
Le gros du vocabulaire bourguignon est d’origine latine, mais quelques mots celtiques hérités du gaulois ont survécu à la romanisation. Les Burgondes, qui ont envahi la région au Ve siècle et ont donné leur nom à la Bourgogne (Burgundia, Burgondia), ont apporté beaucoup de mots de vocabulaire administratif au dialecte bourguignon.
Parce que les États bourguignons se sont progressivement étendus à l’actuel Belgique, aux actuels Pays-Bas et à une partie de l’Allemagne entre 1363 et 1579, le bourguignon a incorporé pendant près de deux siècles beaucoup de mots de vieil hollandais, de vieux flamand et de vieux moyen-allemand.
Par exemple, le mot « couque » (pain d’épices), qui est issu du vieux néerlandais « kooke » ou « koeke », est entré dans le vocabulaire bourguignon au XIVe siècle, au moment de l’extension par les ducs de Bourgogne de l’État bourguignon sur les Pays-Bas et la Belgique. Ce mot, comme tant d’autres, fait toujours partie du vocabulaire bourguignon, plusieurs siècles après la fin du Duché de Bourgogne.

## Caractéristiques générales de la langue
Quelques caractéristiques du bourguignon-morvandiau tel qu'il est connu au début du XXIe siècle (bien qu'au cours du XXe siècle son nombre de locuteurs ait décru drastiquement) sont des évolutions phonétiques propres, certaines très anciennes (dès l'ancien français), d'autres plus récentes, une grammaire proche du français mais parfois simplifiée ou modifiée (notamment les verbes) ainsi qu'un certain archaïsme dans le vocabulaire (voir point par point ces caractéristiques ci-dessous).

### Phonétique

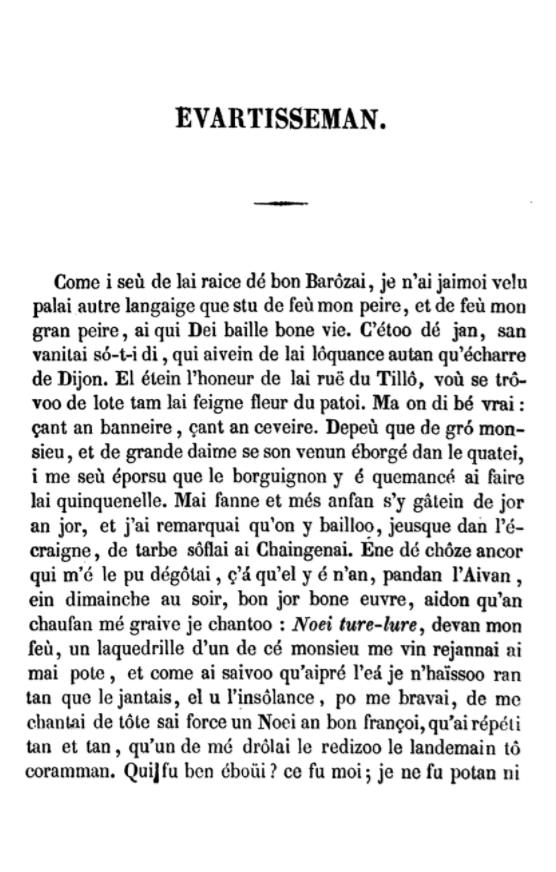
Exemple de texte en bourguignon du XVIIe siècle : le début de l'Avertissement aux Noei borguignon de Bernard de la Monnoye. On ne notait pas les consonnes finales dans les premiers textes écrits en bourguignon, l'orthographe se voulait alors volontairement phonétique et éloignée du français pour affirmer un caractère rustique et sans conventions.

Le bourguignon-morvandiau se caractérise par de nombreuses évolutions des voyelles :
- là où le français met la voyelle[style à revoir] « a », le bourguignon met souvent « ai » (« lai vaiche » pour « la vache ») ; sauf devant un « l » où « a » devient « au » (« chauleur » pour « chaleur ») ;
- là où le français a le son /ɛ/ (surtout devant une voyelle et accentué), le bourguignon met « a » (« ale » pour « elle », « tâle » pour « telle », « mâtre » pour « maître », « târre » pour « terre », « guârre » pour « guerre », dans la plupart des parlers bourguignons « ât » pour « est »), mais parfois on a /o/ ou /ɵ/ (« mâtrosse » pour « maîtresse », « soc » pour « sec », « ost » pour « est » dans les parlers du Morvan) ;
- « o » s'assourdit souvent en « ou » (« houme » pour « homme », « coûte » pour « côte » tandis que « ou » devient souvent « o » (« jor » pour « jour », « por » pour « pour », « tor » pour « tour », « cor(t) » pour « cour », « lord » pour « lourd », « sord » pour « sourd » etc.) ;
- « u » s'affaiblit parfois en « ui » ou même « i » au nord-est, mais ces évolutions sont plus caractéristiques des parlers des Vosges et du franc-comtois. Le traitement dans la plupart des parlers bourguignons est « u » inchangé, mais dans les parlers du Morvan on trouve le plus souvent « eu » pour « u » (« lai naiteure » pour « la nature », ailleurs en Bourgogne on dira « lai naiture »).
- Les nasales restent globalement inchangées, mais « an » devient quand même « ain » devant les consonnes gutturales (« franc » au masculin devient « frainche » au féminin, de la même manière « blanc » devient « blainche »). Les textes les plus anciens montrent que ce phénomène est ancien et allait même parfois jusqu'à transformer « an » en « oin » devant une gutturale (dans les textes bourguignons médiévaux, on peut ainsi trouver « estroinge » pour « étrange », là où le bourguignon actuel a « étrainge », ou encore « troinchier » pour « trancher » là où le bourguignon moderne a « trainché »).
- Les sonorités « au » et « eau », qui descendent respectivement de « al » et « el » en ancien français, ont évolué en bourguignon vers une sonorité unique qui se s'entend « eâ » parfois écrite « eaa » ou « iâ » (« château » se dit « chaîteâ », « chaîteaa » ou « chaîtiâ » ; « journaux » est « jorneâs », « jorneaas » ou « jorniâs »). L'orthographe « eâ » est un compromis.
- Les terminaisons françaises « -eur » (masc. type « travailleur », du latin « -or, -orem») et « -eux » (type adjectif, du latin « -osus, -osum») ont fusionné pour devenir une unique terminaison « -œus » (« le livreur » se dit « lou livrous » ou « lou livreus », peut s'écrire « lou livrœus » en orthographe unifiée) qui, selon les endroits, est prononcée « -ou » ou « -eu », et que l'on peut tout aussi bien écrire « -ous » ou « -eus » selon sa convenance. L'orthographe « -œus » est une orthographe de compromis unificatrice.
- Le son /je/ (« -ié », « -ier » en fin de mot) du français se réduit le plus souvent à /e/ (écrit « -é » ou « -ei »), parfois /iː/ (« -î ») à l'est, près de la frontière avec la Franche-Comté (« -î » en franc-comtois). Ainsi « premier » se dit « premei » en bourguignon (et « première » devient « premeire »), « manger » (« mangier » en ancien français, avec -ier) devient « maingé », « marcher » (ancien français « marchier ») devient « marché », « songer » (ancien français « songier ») devient « soingé » etc.
- « oi » (prononcé le plus souvent /oɜ/, /uɜ/ ou /ʊɜ/ dans le domaine) a retenu l'accent sur /o/ sans doute dès la période de l'ancien français. L'évolution de la langue a gardé la trace de cette particularité, ainsi les textes bourguignons médiévaux mettent souvent « -o- » là où ailleurs dans le domaine d'oïl on trouve « -oi- » (par exemple, on trouve « veor », « recevor » ou « savor » dans les textes bourguignons anciens au lieu de « veoir », « recevoir » et « savoir » dans les autres régions, ces verbes correspondent à « voir », « recevoir » et « savoir » en français moderne et se disent « voi », « recevoi » et « saivoi » en bourguignon actuel avec « -oi- »). Cette évolution ancienne ne s'est pas conservée la plupart du temps, à quelques exceptions près comme les terminaisons de l'imparfait du singulier (première et seconde personnes « -oos », troisième personne « -oot » descendant directement de l'ancien français « -oie », « -ois », « -oit »). Ainsi, « il prenait » (ancien français « il prenoit ») se dit « ai prenoot » au lieu de « ai *prenoit » attendu.
- « ui » devient « eu » dans la plupart des parlers (« cuisse » se dit « cueusse » - à prononcer keusse -, « neut » pour « nuit », « pleuge » pour « pluie »).

En outre, le bourguignon (de l'ouest surtout, le Morvan a subi les influences du Val-de-Loire) occupe une position singulière dans le domaine d'oïl : le bourguignon, tout comme le franc-comtois, ont poussé le phénomène de diphtonguisation de l'ancien français plus loin et de manière plus uniforme que les autres variétés d'oïl. Ainsi, « ē » long latin (ainsi que « i » dans certaines circonstances) ont globalement évolué vers « ei » dès les premiers stades de l'ancien français. Les variétés d'oïl de l'ouest (normand, gallo) ont gardé ce phonème inchangé jusqu'à nos jours, tandis que l'évolution de « ei » s'est poursuivie en « oi » de manière non uniforme dans les autres variétés. Le picard et les variétés du Centre-Val-de-Loire n'iront pas plus loin qu'« oè », pendant un temps le bourguignon semble ne retenir que « -o- » de « -oi- » (la prononciation /oɪ/ ou /ɔɪ/ s'était réduite à /o/) mais cette évolution n'a pas duré, le phonème /oɪ/ retrouve sa place en bourguignon et évoluera comme dans le reste du domaine d'oïl vers /oɜ/, /uɜ/ ou /ʊɜ/ (sauf un certain nombre de cas qui ont gardé la trace de cette ancienne évolution de « oè » vers « o », comme les terminaisons de l'imparfait au singulier ou le subjonctif présent du verbe étre aux personnes du singulier etc.). Dans le reste du domaine d'oïl, et d'abord à l'est, l'ouverture de la finale (/ɔɪ/ passe à /ɔɜ/, puis à /ʊɜ/ avant de déboucher sur /ʊa/ au XVIIe siècle en Champagne et dans le sud du bassin parisien) aboutira au phonème « oi » tel qu'il est prononcé actuellement en français moderne. Le bourguignon et le franc-comtois suivent, mais ils réaliseront l'application d'« ei » en « oi » de manière plus uniforme et plus poussée que le français. Ainsi, dans certaines circonstances, l'évolution ne s'est pas produite dès l'ancien français (francien) : les verbes « veiller », « empêcher » et « éteindre », le mot « même » n'ont pas été touchés par exemple. En bourguignon et en franc-comtois, toutes les formes ont été touchées, on a ainsi « voillai », « empoichai », « étoindre » et « moîme ».

### Vocabulaire
Dans son vocabulaire, le bourguignon-morvandiau fait preuve d'une grande richesse, notamment dans les champs lexicaux ayant attrait à la vie quotidienne, la vie à la campagne, la nature, le temps etc. On trouve ainsi régulièrement plusieurs dénominations pour un même objet, être (par exemple un hêtre peut se dire : fôt, fotôt, fotâle, fouel(le), foïârd, etc.). Cette grande richesse du vocabulaire n'est pas un cas unique parmi les langues régionales qui, moins centralisées que les langues du pouvoir administratif (comme le français), ont moins eu l'occasion de centraliser leurs vocabulaires, ce qui favorise une foison de mots pour un même signifié sur un territoire réduit : c'est de village en village quasiment que les mots désignant une même chose diffèrent.
Une autre caractéristique, beaucoup plus singulière, du vocabulaire bourguignon-morvandiau est son archaïsme : beaucoup de mots courants en ancien français qui ont par la suite disparu dans la plupart des régions ont survécu dans le vocabulaire bourguignon-morvandiau jusqu'à nos jours, par exemple les mots « remaner », « écourre », « cuider », « escoeurre » et de nombreux autres n'ont souvent plus leur équivalents ni en français moderne ni dans les autres langues d'oïl.

### Caractéristiques propres aux parlers du Morvan

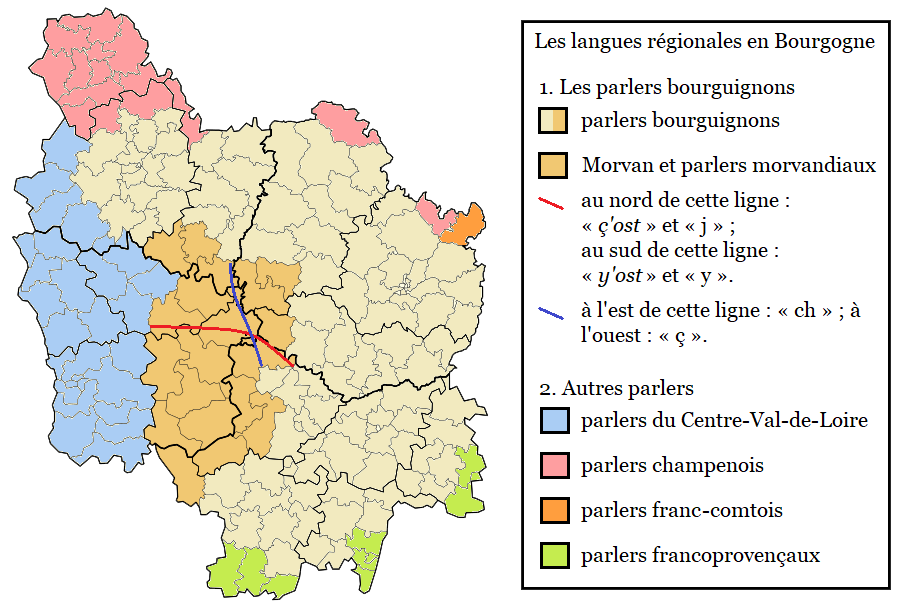
Les différentes langues régionales parlées en Bourgogne. Le Morvan est indiqué en foncé, les lignes Montreuillon-Moux-en-Morvan (rouge) et Saint-Brisson-Le-Celles-en-Morvan (bleu) sont incluses (lire article).

Les parlers bourguignons du Morvan, qu'on rassemble sous l'appellation « morvandiau », sont en fait des variétés du bourguignon influencées par les parlers du Centre-Val de Loire, plus à l'ouest. Le « morvandiau » se divise en quatre grandes variantes :
- le Sédelocien (proche des parlers de l'Auxois)
- le Morvandiau du nord-ouest  (Lormes, Vézelay…) avec des influences des parlers du Centre-Val de Loire
- le Morvandiau central (Montsauche-les-Settons, Ouroux-en-Morvan, Gien-sur-Cure, Planchez…)
- le Morvandiau de la montagne (Château-Chinon, Arleuf, Glux-en-Glenne, Fâchin…)

La grande différence entre ces variétés est l'utilisation de « ç'ost » (c'est) au nord d'une ligne Montreuillon-Moux-en-Morvan et de « y'ost » (c'est) au sud de cette ligne, de même le son « j » se transforme en « y » au sud de cette ligne, par exemple « gauger » au nord (prendre l'eau) devient « gauyer » au sud.
De même, selon une ligne est-ouest de Saint-Brisson à La Celle-en-Morvan, on différencie le parler : à l'ouest on dira un « cevau » et « eine çarotte » et à l'est un « chevau » (cheval) et « eune charotte » (charette), d'où l'utilisation du « ç » dans de nombreux textes morvandiaux.
Ouvert largement aux influences extérieures (Bourgogne et Nivernais), le Morvan a connu également des forces de conservation (nasalité de type médiévale, maintien de diphtongue de coalescence devant palatale, il constitue une butte témoin du bourguignon (Claude Régnier dans Les parlers du Morvan, académie du Morvan, 1979).
Le Morvandiau semble aussi apparenté au francoprovençal, en particulier par la présence d'un pronom neutre issu du latin « hoc » et par l'orientation du vocabulaire, ce qui confirme la thèse de Wartburg suivant laquelle la frontière Oc-Oïl était autrefois bien plus septentrionale que de nos jours (W. V. Wartburg, La fragmentation linguistique de la Romania, trad. Allières Slaka, Paris, Klincksieck, 1967, Bibliothèque française et romane).

### Influence du francoprovençal
Dans les vocables des villages le long de la Saône, on retrouve des sonorités francoprovençales introduites par le brionnais-charolais, dialecte d'oïl de transition avec le domaine francoprovençal.
| Français | Brionnais       | Sud-Morvandiau | Bourguignon   |
| cheval   | [ʦᵊvo]          | [çᵊvo]         | [ʃəvo, ʃəvaʊ] |
| genou    | [ʣᵊnø]          | [zᵊnoː]        | [ʒənɔ̃, ʒəno]  |
| gerbe    | [ʣɑbrə, ʣᵊvɛlɔ̃] | [zarbə]        | [ʒarbe]       |

## Grammaire
La grammaire du dialecte bourguignon-morvandiau est l'étude des éléments morphologiques de la langue bourguignonne.

### Verbes

#### Premier groupe: verbes dont l’infinitif se termine par «-ai»
Le premier groupe réunit la plupart des verbes bourguignons. La conjugaison en -ai vient des verbes latins à infinitif en -are et correspond aux verbes français en -er (1er groupe). En ancien français bourguignon, la terminaison de l'infinitif avait en effet tendance à se diphtonguer en -eir (aleir au lieu de aler en ancien français francilien pour dire aller, ailai en bourguignon actuel), cette tendance a persisté et la voyelle s'est ouverte en -ai- en même temps que le -r comme la plupart des consonnes en fin de mot cessaient d'être prononcées dans l'ensemble du domaine d'oïl (XIIe et XIIIe siècles), aboutissant dès le XVIe siècle à la terminaison actuelle -ai (on trouve le verbe tailantay dans la Demantelure de Tailan en 1611).
A l'imparfait, cette conjugaison présente une simplification, une forme unique à l'oreille au singulier et un autre unique aux personnes du pluriel (même si elles diffèrent à l'écriture). Le passé simple présente aussi un alignement (formes en -i- issues des autres groupes) ayant progressivement effacé les anciennes terminaisons en -a-. Enfin, la troisième personne plurielle du présent de l'indicatif présente souvent une terminaison innovante et accentuée en -ant probablement issue d'un alignement sur la première personne du pluriel (en -ans ou -ons).
Verbe régulier type : chantai (chanter)
|                    | Participe présent  | Infinitif        | Participe passé |
|                    | chant-ant          | chantai          | chant-ai        |
|                    | Présent            | Imparfait        | Futur           |
| 1PS : i / je (j')  | chant-e            | chant-oos        | chant-eré       |
| 2PS : tu (t')      | chant-es           | chant-oos        | chant-erés      |
| 3PS : ai (el), ale | chant-e            | chant-oot        | chant-eré       |
| 1PP : i / je (j')  | chant-ons          | chant-eins       | chant-erons     |
| 2PP : vos          | chant-ez           | chant-eins       | chant-erez      |
| 3PP : ês           | chant-ant          | chant-eint       | chant-eront     |
|                    | Passé simple       | Passé composé    | Conditionnel    |
| 1PS : i / je (j')  | chant-is           | é chant-ai       | chant-eroos     |
| 2PS : tu (t')      | chant-is           | és chant-ai      | chant-eroos     |
| 3PS : ai (el), ale | chant-it           | é chant-ai       | chant-eroot     |
| 1PP : i / je (j')  | chant-irens        | aivons chant-ai  | chant-ereins    |
| 2PP : vos          | chant-irens        | aivez chant-ai   | chant-ereins    |
| 3PP : ês           | chant-irent        | aivant chant-ai  | chant-ereint    |
|                    | Subjonctif présent | Subjonctif passé | Impératif       |
| 1PS : i / je (j')  | chant-e            | chant-isse       | —               |
| 2PS : tu (t')      | chant-es           | chant-isses      | chant-e         |
| 3PS : ai (el), ale | chant-e            | chant-isse       | —               |
| 1PP : i / je (j')  | chant-eins         | chant-isseins    | chant-ons       |
| 2PP : vos          | chant-eins         | chant-isseins    | chant-ez        |
| 3PP : ês           | chant-eint         | chant-isseint    | —               |

Tous les verbes dont l’infinitif se termine par -ai se conjuguent ainsi, à l’exception des verbes dont le radical est en -e- qui se change aux trois premières personnes du présent de l'indicatif et du subjonctif et de la deuxième personne du singulier de l'impératif de la manière suivante :
Verbe avec alternance vocalique type : aipelai (appelai)
|                    | Participe présent  | Infinitif        | Participe passé |
|                    | aipel-ant          | aipelai          | aipel-ai        |
|                    | Présent            | Imparfait        | Futur           |
| 1PS : i / je (j')  | aipeul-e           | aipel-oos        | aipel-eré       |
| 2PS : tu (t')      | aipeul-es          | aipel-oos        | aipel-erés      |
| 3PS : ai (el), ale | aipeul-e           | aipel-oot        | aipel-eré       |
| 1PP : i / je (j')  | aipel-ons          | aipel-eins       | aipel-erons     |
| 2PP : vos          | aipel-ez           | aipel-eins       | aipel-erez      |
| 3PP : ês           | aipel-ant          | aipel-eint       | aipel-eront     |
|                    | Passé simple       | Passé composé    | Conditionnel    |
| 1PS : i / je (j')  | aipel-is           | é aipel-ai       | aipel-eroos     |
| 2PS : tu (t')      | aipel-is           | és aipel-ai      | aipel-eroos     |
| 3PS : ai (el), ale | aipel-it           | é aipel-ai       | aipel-eroot     |
| 1PP : i / je (j')  | aipel-irens        | aivons aipel-ai  | aipel-ereins    |
| 2PP : vos          | aipel-irens        | aivez aipel-ai   | aipel-ereins    |
| 3PP : ês           | aipel-irent        | aivant aipel-ai  | aipel-ereint    |
|                    | Subjonctif présent | Subjonctif passé | Impératif       |
| 1PS : i / je (j')  | aipeul-e           | aipel-isse       | —               |
| 2PS : tu (t')      | aipeul-es          | aipel-isses      | aipeul-e        |
| 3PS : ai (el), ale | aipeul-e           | aipel-isse       | —               |
| 1PP : i / je (j')  | aipel-eins         | aipel-isseins    | aipel-ons       |
| 2PP : vos          | aipel-eins         | aipel-isseins    | aipel-ez        |
| 3PP : ês           | aipel-eint         | aipel-isseint    | —               |

Sur le modèle de chantai se conjuguent la plupart des verbes du premier groupe. Le type avec alternance vocalique (type aipelai) ne concerne que les verbes dont le radical est en -e-. En français, ce sont souvent les mêmes verbes et ils connaissent aussi l'alternance vocalique, remarquez : aipelai ; levai, tu leuves en bourguignon, appeler ; lever, tu lèves en français. Ces verbes sont :
- aipelai : appeler
- levai : lever
- aichevai : achever
- pesai : peser
- célai : céler
- dessevrai : séparer
- sevrai : séparer, sevrer
- aichetai : acheter
- carelai : raccommoder
- impregnai : imprégner
- cedai : céder
- celebrai : célébrer
- esperai : espérer
- completai : compléter
- inquietai / inquiétai : inquiéter
- possedai / posséir : posséder

#### Deuxième groupe: verbes dont l’infinitif se termine par «-é»
Verbe type : maingé (manger)
|                            | Participe présent  | Infinitif        | Participe passé |
|                            | maing-e-ant        | maingé           | maing-é         |
|                            | Présent            | Imparfait        | Futur           |
| 1PS : je (j') / i (Morvan) | maing-e            | maing-e-oos      | maing-eré       |
| 2PS : tu (t')              | maing-es           | mainge-e-oos     | maing-erés      |
| 3PS : ai (el), ale         | maing-e            | maing-e-oot      | maing-eré       |
| 1PP : je (j') / i (Morvan) | maing-e-ons        | maing-eins       | maing-erons     |
| 2PP : vos                  | maing-ez           | maing-eins       | maing-erez      |
| 3PP : ês                   | maing-e-ant        | maing-eint       | maing-eront     |
|                            | Passé simple       | Passé composé    | Conditionnel    |
| 1PS : je (j') / i (Morvan) | maing-is           | é maing-é        | maing-eroos     |
| 2PS : tu (t')              | maing-is           | és maing-é       | maing-eroos     |
| 3PS : ai (el), ale         | maing-it           | é maing-é        | maing-eroot     |
| 1PP : je (j') / i (Morvan) | maing-irens        | aivons maing-é   | maing-ereins    |
| 2PP : vos                  | maing-irens        | aivez maing-é    | maing-ereins    |
| 3PP : ês                   | maing-irent        | aivant maing-é   | maing-ereint    |
|                            | Subjonctif présent | Subjonctif passé | Impératif       |
| 1PS : je (j') / i (Morvan) | maing-e            | maing-isse       | —               |
| 2PS : tu (t')              | maing-es           | maing-isses      | maing-e         |
| 3PS : ai (el), ale         | maing-e            | maing-isse       | —               |
| 1PP : je (j') / i (Morvan) | maing-eins         | maing-isseins    | maing-ons       |
| 2PP : vos                  | maing-eins         | maing-isseins    | maing-ez        |
| 3PP : ês                   | maing-eint         | maing-isseint    | —               |

Ces verbes sont à l'origine des verbes du premier groupe dont le radical se termine sur une gutturale. En ancien français, ces verbes avaient un infinitif en -ier, en français moderne ils ont été réintégrés dans le premier groupe. En bourguignon, leur infinitif est habituellement noté -é, ce qui diffère de -ai. Certains dictionnaires notent cependant ces verbes en -ai (maingeai ou mainjai au lieu de maingé par exemple). Remarquez que la conjugaison de maingé nécessite l'introduction d'un -e- intermédiaire entre le radical et la terminaison quand celle-ci est en a ou o (je maingeons, ai maingeant, tu maingeoos) pour conserver le son j de -g-. Cet e de liaison pour la prononciation n'est pas nécessaire pour les verbes en -ch- comme trainché par exemple.

#### Êtreetavoir:étreetaivoi
|                            | Participe présent  | Infinitif        | Participe passé |
|                            | étant              | étre             | étai            |
|                            | Présent            | Imparfait        | Futur           |
| 1PS : je (j') / i (Morvan) | seus               | étoos            | seré            |
| 2PS : tu (t')              | es                 | étoos            | serés           |
| 3PS : ai (el), ale         | ât / ost (Morvan)  | étoot            | seré            |
| 1PP : je (j') / i (Morvan) | sons               | éteins           | serons          |
| 2PP : vos                  | étes               | éteins           | serez           |
| 3PP : ês                   | sont               | sereint          | seront          |
|                            | Passé simple       | Passé composé    | Conditionnel    |
| 1PS : je (j') / i (Morvan) | fus                | ai étai          | seroos          |
| 2PS : tu (t')              | fus                | ais étai         | seroos          |
| 3PS : ai (el), ale         | fut                | ait étai         | seroot          |
| 1PP : je (j') / i (Morvan) | furens             | aivons étai      | sereins         |
| 2PP : vos                  | furens             | aivez chant-ai   | sereins         |
| 3PP : ês                   | furent             | aivant étai      | sereint         |
|                            | Subjonctif présent | Subjonctif passé | Impératif       |
| 1PS : je (j') / i (Morvan) | soos               | feusse           | —               |
| 2PS : tu (t')              | soos               | feusses          | sôs             |
| 3PS : ai (el), ale         | soot               | feusse           | —               |
| 1PP : je (j') / i (Morvan) | seins              | fusseins         | seins           |
| 2PP : vos                  | seins              | fusseins         | seins           |
| 3PP : ês                   | seint              | fusseint         | —               |

Verbe avoir : aivoi
|                            | Participe présent  | Infinitif         | Participe passé |
|                            | aivant             | aivoi             | aivu            |
|                            | Présent            | Imparfait         | Futur           |
| 1PS : je (j') / i (Morvan) | é                  | aivoos            | airé            |
| 2PS : tu (t')              | és                 | aivoos            | airés           |
| 3PS : ai (el), ale         | é                  | aivoot            | airé            |
| 1PP : je (j') / i (Morvan) | aivons / ons       | aiveins           | airons          |
| 2PP : vos                  | aivez / ez         | aiveins           | airez           |
| 3PP : ai (el), ales        | aivant / ont       | aiveint           | airont          |
|                            | Passé simple       | Passé composé     | Conditionnel    |
| 1PS : je (j') / i (Morvan) | us                 | é aivu            | airoos          |
| 2PS : tu (t')              | us                 | és aivu           | airoos          |
| 3PS : ai (el), ale         | ut                 | é aivu            | airoot          |
| 1PP : je (j') / i (Morvan) | urens              | (aiv)ons aivu     | aireins         |
| 2PP : vos                  | urens              | (aiv)ez aivu      | aireins         |
| 3PP : ai (el), ales        | urent              | aivant / ont aivu | aireint         |
|                            | Subjonctif présent | Subjonctif passé  | Impératif       |
| 1PS : je (j') / i (Morvan) | oos / aie          | eusse             | —               |
| 2PS : tu (t')              | oos / aies         | eusses            | oos / aies      |
| 3PS : ai (el), ale         | oot / aie          | eusse             | —               |
| 1PP : je (j') / i (Morvan) | ains               | usseins           | ains            |
| 2PP : vos                  | ains               | usseins           | ains            |
| 3PP : ai (el), ale         | aint               | usseint           | —               |

## Lexique comparatif
Ce lexique donne les formes les plus courantes en bourguignon-morvandiau.
| Bourguignon-morvandiau                                            | Français                    | Ancien français                                     | Bas latin                             |
| ----------------------------------------------------------------- | --------------------------- | --------------------------------------------------- | ------------------------------------- |
| lou / le (les deux formes se rencontrent dans toute la Bourgogne) | le                          | le / lou, lo / lu (formes plus anciennes)           | (il)lu(m)                             |
| i / je (dijonnais)                                                | je                          | je / jeo / jo / jou                                 | ego                                   |
| lai vaiche                                                        | la vache                    | la vache                                            | *illa vacca                           |
| lou viaige                                                        | le voyage                   | le viage / le veiage / le voiage                    | illu(m) viaticu(m)                    |
| lai târre                                                         | la terre                    | la terre                                            | illa terra                            |
| lou chevau                                                        | le cheval                   | le cheval / le chevau                               | illu(m) caballu(m)                    |
| lai cheivre                                                       | la chèvre                   | la chievre                                          | illa(m) capra(m)                      |
| l’home (brg.) / l'houme (mrv.)                                    | l'homme                     | l'on / l'ome                                        | ille homo / illu(m) homine(m)         |
| lai fanne (brg.) / lai fome (mrv.)                                | la femme                    | la fame / la famne                                  | *illa femina                          |
| bon (fém. bone ou boune)                                          | bon, bonne                  | bon, buene                                          | bonu(m), bona                         |
| mau (fém. maule)                                                  | mauvais, mauvaise           | mal, male                                           | malu(m), mala                         |
| beâ (fém. bâle ou quelquefois bièle)                              | beau, belle                 | biau / bel, bele                                    | bellu(m), bella                       |
| grand (fém. grand)                                                | grand, grande               | grant, grant                                        | grande (grandis)                      |
| petiôt (fém. petiôte)                                             | petit, petite               | petit, petite                                       | *pittitu(m), pittita                  |
| froos (fém. froîche)                                              | frais, fraîche              | fres, fresche                                       | frescu(m), fresca                     |
| époos (fém. époosse ou époisse)                                   | épais                       | espois, espes                                       | spissu(m)                             |
| roide (fém. roide)                                                | raide                       | roit (fém. roide)                                   | rigidu(m)                             |
| douc (fém. douque)                                                | doux                        | douz, dolz, dulz                                    | dulce(m)                              |
| douçot (fém. douçotte)                                            | « doucet », doux            | doucet, dulcet, dolcet                              | *dulcettu(m)                          |
| quei (fém. quei ou quâle)                                         | quel, quelle                | quel / queu                                         | quale(m)                              |
| tei (fém. tei ou tâle)                                            | tel, telle                  | tel / teu                                           | tale(m)                               |
| tot, tote, tos, totes                                             | tout, toute, tous, toutes   | tot, tote, tuit / toz, totes                        | totu(m), tota, toti / totos, totas    |
| trétos                                                            | tous (pronom)               | trestoz / trestouz                                  | trans totos                           |
| nun                                                               | nul, personne (pronom nég.) | neün                                                | *ne unu(m)                            |
| roin                                                              | rien                        | rien(s)                                             | *rem                                  |
| aucun (fém. aucueune ou aucueugne)                                | aucun, aucune               | aucun, aucune (sens positif)                        | *aliquunu(m), aliquuna (sens positif) |
| moîme                                                             | même                        | mesme, meïsme                                       | *metipsimus de *met-ipse-issimus      |
| ein (fém. eine)                                                   | un, une                     | un / ung, une                                       | *unu, una                             |
| ein heus / eine pote                                              | une porte                   | un uis / une porte                                  | *unu(m) ostiu(m) / una porta          |
| lou jor                                                           | le jour                     | le jor(n)                                           | illu(m) diurnu(m)                     |
| lai neut                                                          | la nuit                     | la noit                                             | illa nocte                            |
| remaignai / remaner                                               | rester                      | remanoir, remaindre                                 | remanere                              |
| toillai / toiller                                                 | enlever                     | tolir, tollir                                       | tollere                               |
| écourre / écourer                                                 | battre (du blé ou autre)    | escourre, escoudre                                  | excutere                              |
| escoeure (même origine que écourre)                               | secouer                     | escourre, escoudre                                  | excutere                              |
| accueudre                                                         | accueillir                  | acoillir, acoillier                                 | accolligere                           |
| cueudre / cueiller                                                | cueillir                    | cueildre, cueldre, keudre, cuedre, cueudre, coillir | colligere                             |
| côdre                                                             | coudre                      | cousdre, queusdre, keusdre                          | consuere                              |
| toinre                                                            | teindre                     | teindre, toindre                                    | tingere                               |
| poinre                                                            | peindre                     | peindre, paindre, poindre                           | pingere                               |
| étoinre                                                           | éteindre                    | esteindre, estoindre                                | exstinguere                           |
| apponre                                                           | joindre                     | apondre                                             | apponere                              |
| mainger                                                           | manger                      | mangier                                             | manducare                             |
| chainger                                                          | changer                     | changier                                            | cambiare                              |
| cuider                                                            | penser                      | cuidier                                             | cogitare                              |
| soinger                                                           | penser (songer)             | songier (ou panser)                                 | somniare ("rêver, imaginer")          |
| comançai                                                          | commencer                   | comencier                                           | *cominitiare                          |
| connoître                                                         | connaître                   | conoistre                                           | cognoscere                            |
| aivoi                                                             | avoir                       | avoir, aveir                                        | habere                                |
| étre                                                              | être                        | estre                                               | *essere (de esse)                     |
| peuvoi                                                            | pouvoir                     | pooir, poeir, podeir                                | *potere (de posse)                    |
| veuloi                                                            | vouloir                     | voloir, voleir                                      | *volere (de velle)                    |
| beuvre / boivre / borre                                           | boire                       | boivre, beivre                                      | bibere                                |
| faire (dans le Morvan fâre)                                       | faire                       | fere, faire                                         | facere                                |
| voi                                                               | voir                        | veoir, veeir, vedeir                                | videre                                |

## Expressions bourguignonnes
- Lou bon sirôp de Borgoigne : (Le bon sirop de Bourgogne) Du vin bourguignon
- Dei vos condeuze an veigne meûre : (Dieu vous conduise en vigne mûre) Dieu vous bénisse !
- Dei vos condeuze au veing meûr : (Dieu vous conduise au vin mûr) Dieu vous accorde la réussite !
- Aivoi de l'euvre an sai quelôgne : (Avoir de l'œuvre dans sa quenouille) Avoir du travail
- Boizai eine cheivre antre ses cônes : (Baiser une chèvre entre ses cornes) Être très maigre
- Lampai lou bon sirôp de Borgoigne : (Boire le bon sirop de Bourgogne) Boire du vin
- Étre ài cu : (Être à cul) Être acculé, être dans ses retranchements
- Étre an groin d'aivô queicun : (Être en groin avec quelqu'un) Être en froid avec quelqu'un
- Aivoi lai mailaidie de clochei : (Avoir la maladie de clocher) Avoir le mal du pays
- Anviai ein ainge : (Envoyer un ange) Envoyer un message
- Rire ài vantre débotonai : (Rire à ventre déboutonner) Rire très fort
- Faire lai meigne grize : (Faire la mine grise) Ne pas être content

## Quelques mots bourguignons
- aujourd'hui : aujord'heu
- maintenant (à ç'te heure): aisteure (ài cète heure)
- bonjour : bonjôr, salutâs
- bourguignon : borgoignon/borguignon (en majeure partie de la Bourgogne), bregognon (en dijonnais)
- Bourgogne : lai Borgoigne/Borgogne / lai Bregogne (en dijonnais)
- non : non, innô (morvandiau)
- oui : sia (en dijonnais), icho (morvandiau)
- parler français : pairlantai (morvandiau)
- le ventre : lai beuille
- vigneron : bareuzai
- vin : vin / veing (prononcer veigne'), veignaige, prô, veigne, tôrd-boïeâ
- boire, se saoûler : treuillai, se queurlai
- manger : maingé, migé, mérandai (du latin merindare)
- déranger : déteurbai (du latin disturbare)
- tabasser / faire mal : harsai (de herse)
- glisser : frazai
- fouiner, déranger des affaires : rabeutai
- travailler peu efficacement : beutillai
- éclabousser : aiflingé
- sale, délabré : tartouillôt
- une saleté : ein cheni (mot encore couramment utilisé)
- trempé, mouillé : gaugé (mot encore couramment utilisé)
- bouger beaucoup : reveuillai
- assieds-toi : cheur-toi (à l'est)
- casser : bréyai (mot encore couramment utilisé)
- un boiteux : un cambillaud
- fou : beurdin / breudin (mot encore couramment utilisé)
- femme ou fille de mœurs déréglées : gaupe (en morvandiau), treuillon (alentours de Bouilland)
- naïf, imbécile : arnais, un beusenôt, un beutiôt, un beurdodo, un beuillon (courant)
- bon à rien, mauvais travailleur : berlaisœus ; arquandiai, beurloquôt
- courir la queue en l'air par temps d'orage (vaches) : dâlai
- crottin : chogne
- canard : bourous
- cheval : chevau
- chevreuil : bigout
- chien : chein
- escargot : cagnole
- mouton : chastron
- une brebis : eine oille, eine beurbis, eine cueusse, eine bigue
- une chouette : eine chouto, eine choue, ein chavan
- vache : vaiche
- verrat (cochon mâle) : vôrait
- soleil : soulôt
- pomme de terre : treuffe (encore très courant)
- bois, petite forêt : boîchon
- chêne : châgne
- hêtre : ein fôt, ein fotôt, ein fotâle, ein foïard, eine fouel(le)
- la haie : lou pian, lai beurche, lai trasse, lai piaichie ; eine boûchure ; ein beûchon
- Un frelon : Guichard

## Prononciation du X
Selon Jean-François Bazin dans L’Almanach bourguignon (émission de la radio RCF en Bourgogne), Buxy est le seul nom d’une commune située sur le territoire de l’ancienne province bourguignonne comportant un X en milieu de nom où ce X se prononce /ks/ (le X dans Aloxe-Corton, Auxant, Auxerre, Auxey-Duresses, Auxonne, Auxy, Bissy-sous-Uxelles, Fixin, Franxault, Maxilly-sur-Saône, Semur-en-Auxois, Uxeau, etc. se prononçant /s/). Ce même Jean-François Bazin écrit dans Le Vin de Bourgogne : « le Bourguignon a en horreur les x gutturaux. Il adoucit tout : Fixin se prononce Fissin, Auxey Aussey, Auxerrois Ausserrois, etc. En revanche, on bute sur le x de Buxy : Buk-sy ».

## AuXXIesiècle
Au XXIe siècle le bourguignon-morvandiau ne se parle plus en dehors du Morvan et de ses marges. Les locuteurs sont souvent âgés mais il existe toujours une forme de transmission familiale. On entend toujours le timbre de cette langue dans les cafés des bourgs du Morvan, sur les marchés et aussi lors de veillées ou de festivals[réf. nécessaire].
Le bourguignon-morvandiau connaît une certaine vitalité dans le domaine écrit. On le lit régulièrement dans les revues Vent du Morvan et le carnet du Ménétrier ainsi que dans les journaux locaux, on peut également l'entendre sur certaines ondes (Radio Morvan FM 95.8.).
Les conteurs Rémi Guilleaumeau, Pierre Léger, Jean Luc Debard, Jacques du Loup, Nanou Pichon, Guillaume Lombard, Laurent Desmarquet, des chanteurs comme Jean Michel Bruhat, BBM, Daniel et Marie France Raillard, Gaspard Malter, Vincent Belin, Rémi Guilleaumeau et des groupes comme les Ragoûts, ou les Traîne-Bûches utilisent fréquemment cette langue puisée dans une base de données importante d'archives sonores de la Maison du patrimoine oral basée à Anost.
Toutefois, les différents dialectes comme le brionnais-charolais, l'auxois, les parlers du val de Saône, même s'ils sont moins vigoureux sont toujours utilisés par une minorité de personnes vivant dans un milieu rural[réf. nécessaire].
Les différents parlers locaux comme le montcellien ou le creusotin sont eux toujours parlés ou compris par toutes les générations les plus âgées et par une minorité de personnes plus jeunes. Mais, malgré la disparition progressive de cette langue, ses intonations continuent d'imprégner le parler régional. De ce fait, le français tel qu'il est parlé peut être difficile à comprendre pour une personne peu habituée à cet accent.

## Littérature

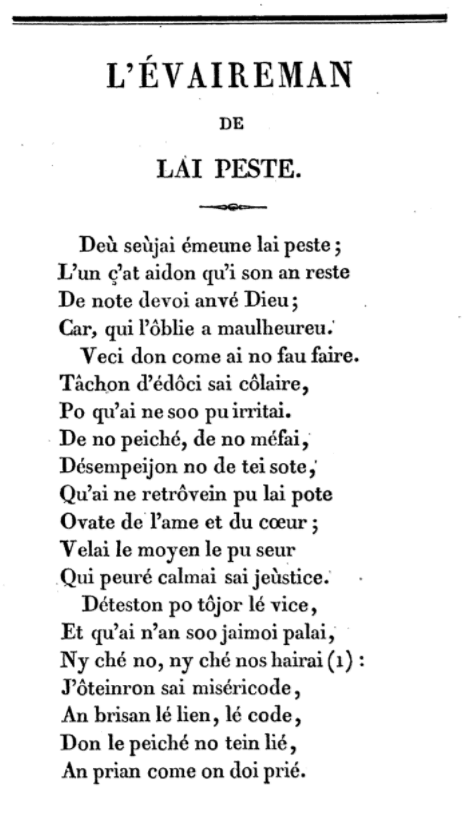
Début de lEvaireman de lai peste d'Aimé Piron.

Le morvandiau-bourguignon fait l'objet d'une riche production littéraire depuis le XVIIe siècle :
- Bernard de La Monnoye (Dijon 1641-1728) publie en 1701 les Noëls bourguignons sous le pseudonyme de Gui Barôzai.
- Aimé Piron (Dijon 1640 – id. 1727), apothicaire et poète, compose en patois bourguignon des Noëls (publiés en 1858), des chansons et des poèmes (lai Joye dijonnaise, 1701 ; lé Festin des Eta, 1706). Il est le père d'Alexis Piron.
- Borne de Gouvault publie en 1787 deux chants dont Le mitan du gatiau publié par Edmond Bogros en 1873.
- L'abbé Jacques-François Baudiau traduit en 1854 la Bulle Ineffabilis du pape Pie IX.
- Eugène Pelletier de Chambure publie en 1878 le Glossaire du Morvan, ouvrage de référence.
- Louis de Courmont (Blismes 1828-1900), poète, violoneux et chanteur, écrit de nombreux poèmes et chansons dont le fameux Branle du Diable.
- Émile Blin (Château-Chinon 1865-1953), rédacteur en chef du journal Le Morvan et écrivain de nouvelles.
- Louis Coiffier (1888-1950) instituteur dans la région d'Arnay. Amoureux du Morvan, il lui avait consacré entre les deux guerres un recueil de poèmes Par les sentiers fleuris, un roman Morvan terre d'amour et un livre en langue régionale Histoires de chez nous, contes et récits du Pays Bourguignon.
- Alfred Guillaume, vétérinaire et maire de Saulieu (Côte-d'Or) au début du XXe siècle, publie en 1928 L'âme du Morvan.
- Georges Blanchard (Donzy 1902-1976) publia au cours de sa vie plusieurs poésies et pièces de théâtre.
- Marguerite Doré a publié des histouaies du canton d'Ved'la en 1978.
- Lucien Gauthé a publié Vaicances ai Yocotai en 1984.
- Jean Perrin, dessinateur, a publié deux bandes dessinées Galvachou en 1980 et Le violon des Loups en 1986.
- Pierre Léger (Montsauche 1948), instituteur, poète et militant morvandiau (fondateur de l'association Lai Pouèlée) a publié zoizeau Flash, Ai traivars lai Pleshie, Elwery Song, Morvan vers l'Émeraude et de nombreux textes et chansons publiés dans L'Almanach du Morvan entre 1978 et 2000.
- Gérard Taverdet, universitaire, président d'honneur de Langues de Bourgogne, auteur de nombreux ouvrages traitant du Bourguignon et de ses différents dialectes, et notamment d'une traduction des Bijoux de la Castafiore, Lés Aivantieures de Tintin : Lés ancorpions de lai Castafiore : Édition en bourguignon 2008.

## Citation
- « Il put observer les paysans du Morvan alors que le patois était encore vivant. Il a su reproduire une langue sincère (son patois est bien celui de la région et non une langue artificielle), et transcrite avec discernement (il a su respecter à la fois les traditions de la graphie française et les saveurs de la phonétique locale). Son recueil de courtes nouvelles, L'âme du Morvan, truculent, est un ouvrage d'une grande valeur qui décrit, à travers des anecdotes pleines de vie, les différents aspects (politique, religion, évolution de la société, alimentation) d'une vie quotidienne aujourd'hui en voie d'oubli. » (Gérard Taverdet in Un écrivain patoisant Bourguignon du XXe siècle : Alfred Guillaume, Bibliothèque de l'École des Chartes, 2001).